# Ipswich (Dakota del Sur)
Ipswich es una ciudad ubicada en el condado de Edmunds en el estado estadounidense de Dakota del Sur. En el Censo de 2010 tenía una población de 954 habitantes y una densidad poblacional de 274,88 personas por km².

## Geografía
Ipswich se encuentra ubicada en las coordenadas 45°26′37″N 99°1′48″O / 45.44361, -99.03000. Según la Oficina del Censo de los Estados Unidos, Ipswich tiene una superficie total de 3.47 km², de la cual 3.47 km² corresponden a tierra firme y (0%) 0 km² es agua.

## Demografía
Según el censo de 2010, había 954 personas residiendo en Ipswich. La densidad de población era de 274,88 hab./km². De los 954 habitantes, Ipswich estaba compuesto por el 97.48% blancos, el 0.1% eran afroamericanos, el 0.94% eran amerindios, el 0.1% eran asiáticos, el 0% eran isleños del Pacífico, el 0% eran de otras razas y el 1.36% pertenecían a dos o más razas. Del total de la población el 0.73% eran hispanos o latinos de cualquier raza.